# Jacques Gruet
Pour les articles homonymes, voir Gruet.

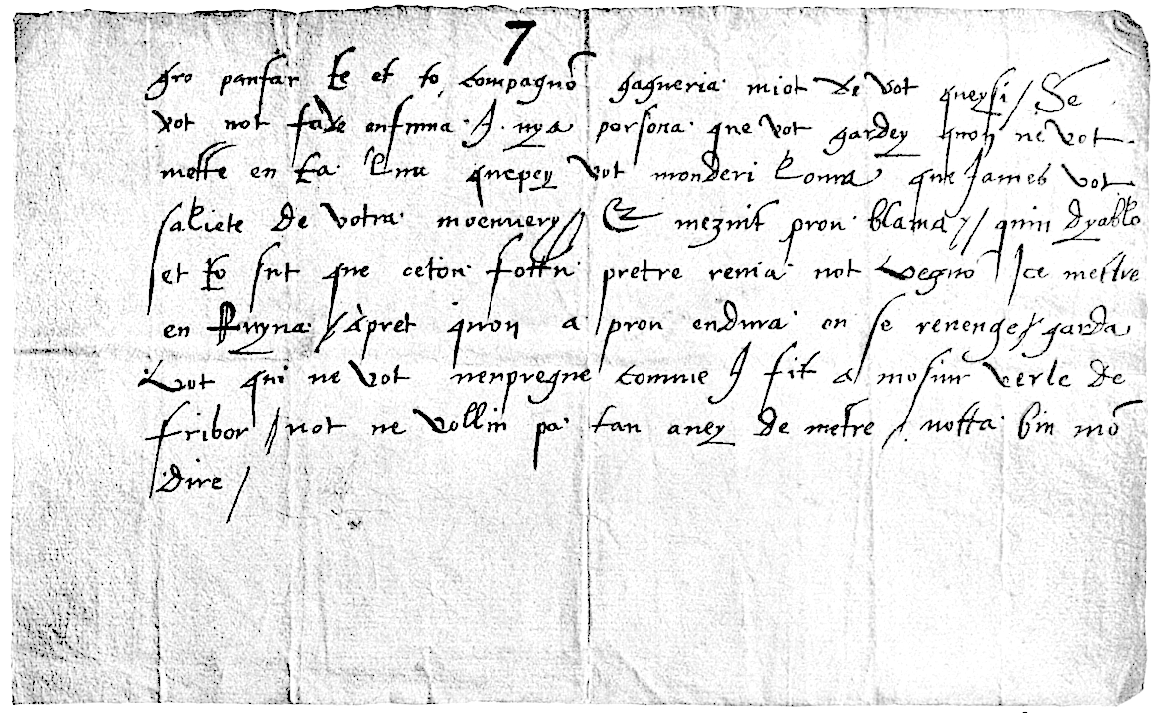
Note de Jacques Gruet placardée le 27 juin 1547. (Le chiffre « 7 » a été ajouté, référence des pièces du procès).

Jacques Gruet était un clerc de notaire genevois, par ailleurs libertin et athée, mis à mort pour ses opinions en 1547.

## Biographie
Jacques Gruet, membre du « parti des libertins », est arrêté pour avoir placardé dans la Cathédrale Saint-Pierre de Genève un texte dénonçant la tyrannie théocratique instaurée par Jean Calvin. 
Jacques Gruet est exécuté à Champel par décapitation, le 26 juillet 1547 après avoir été longuement torturé.
Il aurait véhiculé des thèses proches du traité des trois imposteurs.

## Placard polémique
Le placard fixé contre la chaire de Calvin le 27 juin 1547 serait le plus ancien original d’un texte écrit en patois genevois, conservé aux Archives d’État. 
Transcription et traduction selon Jeanjaquet publiés dans le Bulletin du Glossaire des patois de la Suisse romande en 1913 :
« Gro panfar, te et to compagnon gagneria miot de vot queysi ! Se
vot not fade enfuma, i n’y a persona que vot gardey qu’on ne vot
mette en ta lua qu’epey vot mouderi l’oura que james vot
saliete de votra moennery. Et mesuit prou blama ! Quin dyablo !
Et to sut que cetou fottu pretre renia not vegnon ice mettre
 en ruyna. Apret qu’on a prou endura, on se revenge. Garda
vot qu’i ne vot nen pregne comme i fit a mosiur Verle de
Fribor. Not ne vollin pa tan avey de metre. Notta bin mon
dire. »

« Gros pansu, toi et compagnons feriez mieu de vous taire ! Si vous nous poussez à bout, il n'y a personne qui vous garde qu’on ne vous mette en tel lieu que peut-être vous maudirez l’heure que vous sortîtes jamais de votre moinerie. C'est désormais assez blâmé ! Que diable ! il est bien sûr que ces f..tus prêtres renégats viennent ici nous mettre en ruine. Après qu’on a assez enduré, on prend sa revanche. Gardez-vous qu’il ne vous en prenne comme il fit à monsieur Werli de Fribourg. Nous ne voulons pas tant avoir de maîtres. Notez bien mon dire. »

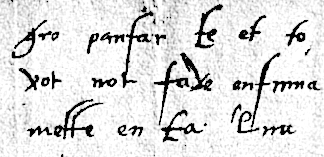
Détail.

Selon Jeanjaquet, le « Gros pansu » désignerait Abel Poupin, un ancien franciscain de l’Anjou et pasteur à Genève depuis 1543. Outre les termes injurieux, le texte contient une menace de mort : le chanoine de Saint-Pierre de Genève Pierre Werli avait été tué d’un coup d’épée en 1533 par un réformé au cours d’une émeute.

## «Si je veult dancer …»
Une citation de Jacques Gruet a été reproduite sur la façade d’un ancien relais de poste, situé au cœur de l’Îlot 13 derrière la gare de Genève, où plusieurs bâtiments sont autogérés : « Si je veulx dancer, saulter, mener joyeuse vie, que az affaire la justice : rien. Jaque Gruet 1547 ».

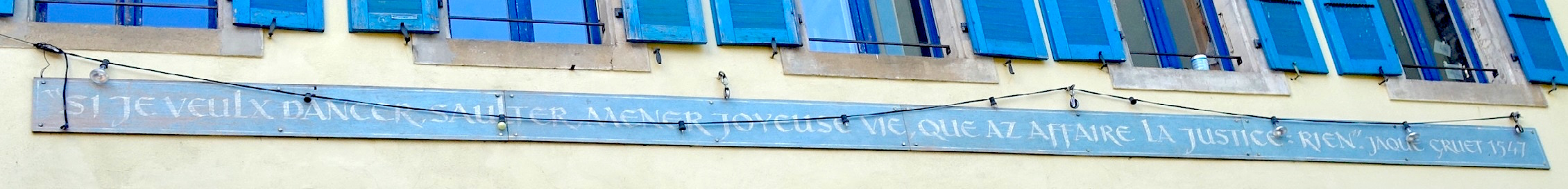